# Ferrovia Tananarive-Antsirabe

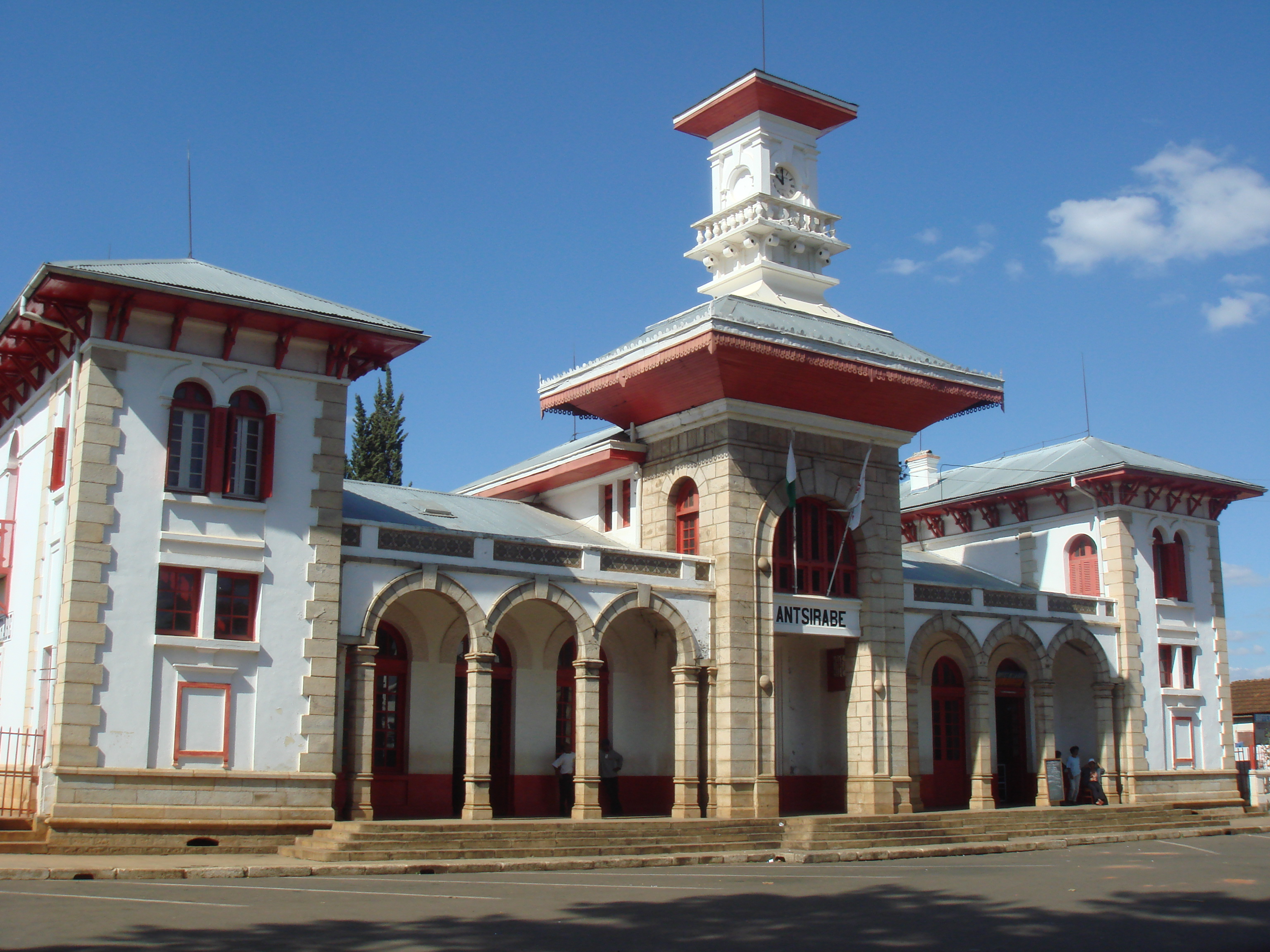
Stazione ferroviaria di Antsirabe

La ferrovia Tananarive-Antsirabe (TA) è una linea ferroviaria a scartamento metrico che collega Tananarive a Antsirabe.
In atto la linea è lunga 159 km ed è impiegata esclusivamente per il trasporto merci.